# Chalarus spurius
Chalarus spurius – gatunek muchówki z podrzędu krótkoczułkich i rodziny Pipunculidae.
Gatunek ten opisany został w 1816 roku przez Carla Fredrika Falléna jako Cephalops spurius.
Muchówka o ciele długości od 1,5 do 2,5 mm, głównie smolistoczarnym z czarnym owłosieniem. Głowa jej ma srebrzyście opylone twarz i czoło. Skrzydła są przydymione z ciemną pterostygmą. Ubarwienie przezmianek i łuseczek tułowiowych jest czarne. Odwłok samców jest całkiem czarny, zaś samic lekko szaro opylony. Środkowa para odnóży ma na udach rząd długich włosków barwy czarnej.
Larwy pasożytują na skoczkach różanych. Owady dorosłe są aktywne od maja do września.
Owad w Europie znany z Hiszpanii, Francji, Irlandii, Wielkiej Brytanii, Szwecji, Finlandii, Belgii, Holandii, Niemiec, Danii, Szwajcarii, Austrii, Polski, Czech, Słowacji, Węgier, Litwy, Łotwy i północnej Rosji. Ponadto występuje w Azji Środkowej i Ameryce Północnej.